# ルリボウズハゼ
ルリボウズハゼ（瑠璃坊主鯊、Sicyopterus lagocephalus）は、南西諸島の渓流に生息するハゼ。ボウズハゼ属に属す魚。

## 分布
日本国内では、小笠原諸島父島、奄美大島、沖縄島、石垣島、西表島、種子島、屋久島、与那国島、久米島にのみ分布する。国外では台湾以南の西部太平洋‐インド洋の島々。

## 形態
全長は8-13センチメートル。体は細長く側扁した円筒形であり、吻は丸みを帯びる。雌雄ともに尾鰭の中央と上下に3本の暗色縦帯がある。腹吸盤は楕円形で吸着力が強く、第2背鰭の軟条数は11。オスの体色は瑠璃色または青色で尾鰭は濃い黄色または橙色で、第1背鰭が長く伸びる。メスは淡褐色で体背面に6褐色鞍状斑があり、体側中央に一本の縦帯がある。藻類食に適応するため、口は腹面に開く。鱗は細かい。上顎には2～3尖頭の細いヘラ状歯が密に並び、円錐状歯がない。

## 生態
河川上流域・渓流域に生息するが、水量が豊富な河川を好み、小さな島に見られるような小川にはいない。ボウズハゼより上流に偏り、両種が共存する場合は、本種は流れのより速いところに多い。淵尻や瀬頭の岩盤や転石上に群がりで見られ、小・中の滝であれば遡上する。餌となる藻類がよく生えるためか、日当たりのよい水域に多い。付着藻類を歯で石の表面から削り取って食べるだけでなく、小型の水生昆虫を捕食する。また、飼育下ではユスリカ幼虫（アカムシ）や人工飼料なども食べる。

## 保全状況
橋梁工事や道路整備による、土砂の流出、水量の減少、河川開発、水質汚濁などのため、生息環境が悪化し、個体数が減少している。また、美しい体色や希少性から観賞魚として人気があり、業者やマニアによる乱獲にも注意が必要である。
絶滅危惧II類 (VU)（環境省レッドリスト）